# Rötsweiler-Nockenthal
Rötsweiler-Nockenthal är en kommun i Landkreis Birkenfeld i förbundslandet Rheinland-Pfalz i Tyskland. I kommunen finns orterna Nockenthal och Rötsweiler.
Kommunen ingår i kommunalförbundet Verbandsgemeinde Birkenfeld tillsammans med ytterligare 30 kommuner.